# Iarnród Éireann

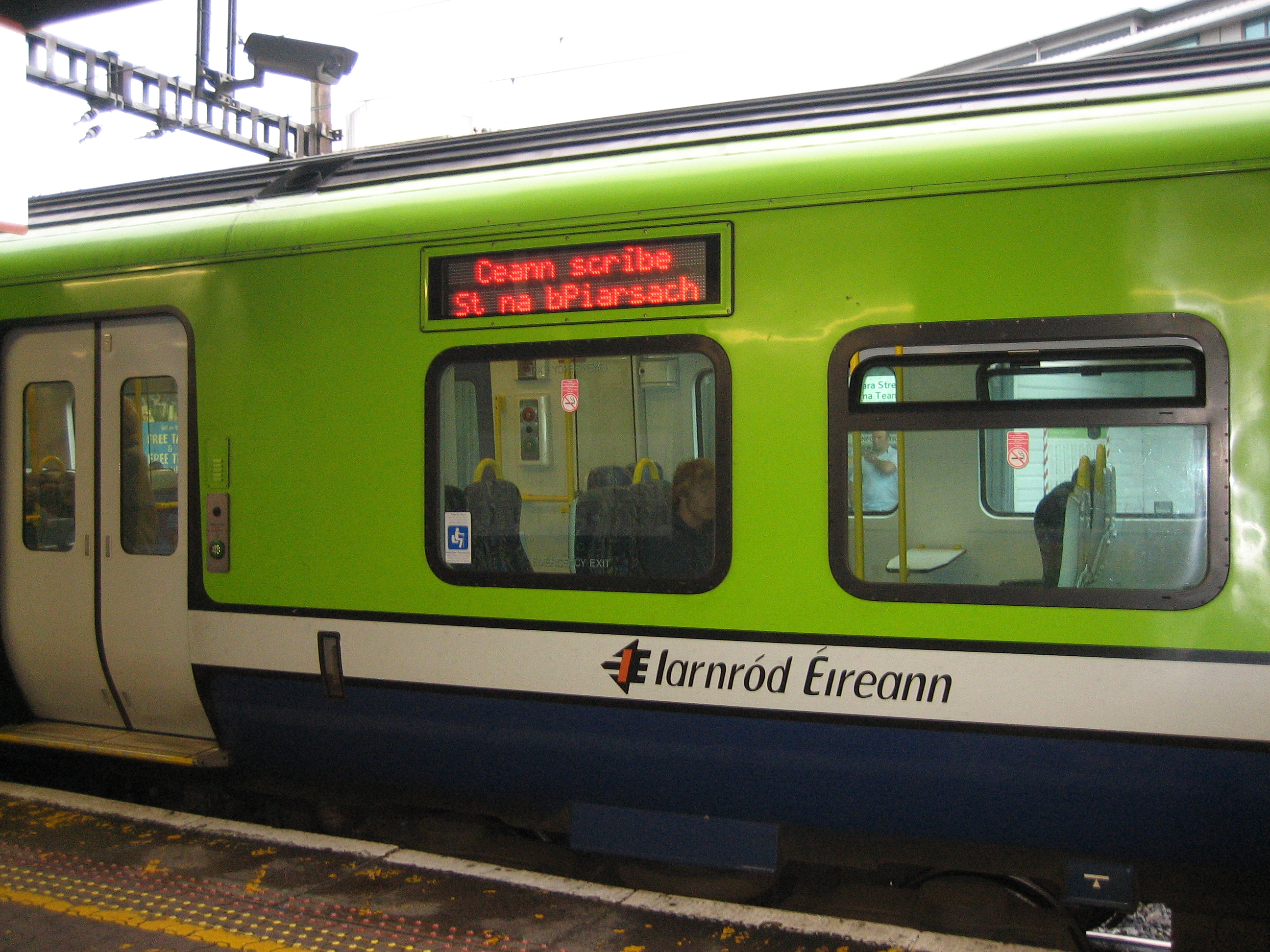
Ett Iarnród Eireann-pendeltåg på Tara Street Station i Dublin, 2006.

Iarnród Éireann (IÉ) (Irlands järnväg), på engelska benämnt Irish Rail, är ett irländskt statligt järnvägsbolag. Bolaget är både infrastrukturförvaltare och tågoperatör, det vill det sköter såväl drift och underhåll av Irlands järnvägar som person- och godstrafik på järnväg.